# Kariona
Kariona is een geslacht van haften (Ephemeroptera) uit de familie Leptophlebiidae.

## Soorten
Het geslacht Kariona omvat de volgende soorten:
- Kariona quinata